# 日俄战争
日俄戰爭（日语：／ Nichirosensō ?，羅馬化：Russko-yaponskaya voyna）是1904至1905年亞洲地區發生的大規模衝突，因大日本帝國和俄羅斯帝國為爭奪中国东北地区與朝鮮的爭端而起。日本海軍於1904年2月9日襲擊駐紮在旅顺港的俄國太平洋艦隊，後其陸軍登陸朝鮮入侵滿洲地區，並於1905年1月攻下旅順，於3月攻佔奉天。俄國海軍艦隊後於5月抵達，但在对马海峡海战被日軍艦隊擊潰，最終在美國總統西奥多·罗斯福斡旋下，簽訂《朴次茅斯條约》，結束戰爭。
此戰常被視為是第一次世界大战的一場預演，具有不少总体战的特點，雙方皆大規模動員軍隊，以及其所需的龐大補給。俄羅斯帝國於條約中承認日本控制朝鮮，並將辽东半岛的租借地、俄建南满铁路的控制權及庫頁島的南半部歸日本所有。其外交地位因敗於非西方國家而下滑，最終導致1905年俄国革命。而日本國際地位空前提升，极大提升了非西方國家的民族自信心。此戰也影響了東亞的國家，如清朝因為已立憲的日本在短時間內超過了專制的俄國而開始了立憲運動，希望能將清朝改革成一個君主立憲制的國家。

## 歷史背景

### 日本在東北亞勢力範圍的爭奪
1895年日本在甲午戰爭中獲勝，《馬關條約》簽定，日本取得臺灣、澎湖及遼東半島。《馬關條約》的簽訂使日本獲得了遼東半島的主權。此事嚴重威脅到俄國意欲侵佔中國東三省而取得遠東不凍港的戰略意圖，於是聯合德意志帝國和法蘭西第三共和國出面要求日本放棄遼東半島，即三國干涉還遼。日本最終妥協，與清政府簽訂《遼南條約》歸還遼東半島，事件被日本人視為國恥。
1896年6月3日，中俄签订《御敌互相援助条约》即《中俄密約》。条约中將中國東三省不少權益拱手讓予俄方，以尋求俄國的「保護」以抗衡日本，使國門大開，俄軍此後能長驅直入北京。如達成租借旅順港協議，1897年12月，一支俄國艦隊出現在旅順港。此舉同时解決了俄國海軍需要不凍港的需求，並在當地修築防御工事，及部署艦隊。条约亦约定，中国允许俄国通过黑龙江、吉林修筑一条铁路至海参崴，便于俄国运输军队。在1897至1903年間，俄国和清政府在东三省建造了一條由哈尔滨通过瀋陽到旅顺港的東清鐵路。東清鐵路由清政府及俄國共同擁有，这不仅是一条铁路，还包括铁路沿线区域的管辖权，管理權由雙方分担，這條使用俄國軌距的鐵路由駐滿俄軍保護下建造。鐵路公司總部設於俄建新城市哈尔滨。
俄國亦開始擴展至朝鮮半島。在1898年，俄國已經取得圖們江及鴨綠江附近的礦場及森林，此舉引致日本的不安。因應俄國威胁，伊藤博文提出與俄國修好，並代表日本政府與俄國談判，他認為日本並未有足夠的軍事實力去對抗俄國，所以他提議俄國控制滿洲地區以換取日本控制朝鮮半岛。俄國拒絕了伊藤博文，並進一步要求以朝鮮半島39度設立兩國間的中立緩衝區。

### 俄羅斯帝國對滿洲的初次佔領
俄羅斯帝國作為當時世界主要強國，一直擴張版图。自十七世紀彼得一世以來，俄國力行改革，並擊敗其勁敵瑞典帝國、鄂圖曼帝國等歐洲衰弱的列強並漸漸走向近代化，遷都圣彼得堡，並開始擴張到西伯利亚遠東地區。到了1890年代，帝國已經將其國土延伸至中亞，國土由西面的俄屬波蘭開始一直到東面堪察加半島。俄皇尼古拉二世在位时，俄罗斯政治中的第一位是远东的“大亚洲计划”。在与德皇威廉二世皇帝会晤时尼古拉直言不讳地说，他认为加强俄国在东亚的影响力是他的统治任务。隨著西伯利亞鐵路及海參崴港口的建造，俄國進一步鞏固了其在遠東的控制。由于海參崴只能在夏季運作，俄羅斯帝國一直在尋求一個太平洋不凍港供其艦隊使用，中國的旅順遂成了覬覦的對象，並先在甲午戰爭後強迫清政府租出。
1900年，中国爆發义和团运动，八國組成聯軍，日俄兩國都有派兵參與八國聯軍，但日本軍隊戰線僅止於河北。俄國卻趁機以保护領事及在華資產為由，在八國聯軍之外，另以20萬大軍侵入中国东三省。6月，沙皇尼古拉二世任俄军总司令，国防部长兼陆军大臣亚历克塞·库罗帕特金为总参谋长，以保护俄國修築的中东铁路为名，出动18万军队，从瑷珲、满洲里、珲春、三江口、旅顺等地，分六路進入东三省，烧杀抢掠，遭遇当地清军抵抗。10月1日，俄军攻占省城奉天。从旅顺乘4艘军舰出發北進的俄军亦在当天於山海关登陆，4日占领锦州，切断关内外联系。6日，各路俄军在铁岭会师。至此，东三省全境落入俄军控制。
俄军入侵東三省后繼續往南侵略，直到在中朝邊境的通化、華北的海龙一带遭到抵抗而暫停。當時，俄國增派遣了177,000餘士兵至滿洲保護鐵路。在义和团运动過後，仍有十萬俄軍駐守滿洲。雖然向外保證在危機過後就會撤出，但實際上增強了在滿洲的部署。到了1903年仍然未有撤軍時間表。

### 英國不滿俄國獨佔东三省利益
從俄國侵吞滿洲的企圖，與後來成功軍事佔領滿洲全境，使日、英、德等国意识到自己在中國的利益會受損，均出面干涉要求俄国从滿洲撤軍，美国和法国也表示反对。俄國因慑于列強干涉，于1902年4月和清廷訂立《交收东三省条约》。條約中確定俄軍將分三個階段撤兵东三省，以六個月為一階段。然而，俄國只在第一期履行約定撤兵，於1903年4月第二階段撤兵期限時违反约定，更于1903年4月18日告知清廷外务部另提《七项撤军新条件》，其中有「列强势力不得进入满洲」、「俄国参与北满行政管理」等变相侵呑东三省的条款，并重新出兵占领沈阳。其後，俄国沙皇更設置「亞東大都督」，任命阿列克谢耶夫为远东总督统治满洲。
1902年，日本成功與英國在平等的關係下結盟，這是日本的一場外交勝利，一旦日俄爆发戰爭，英国也不會孤立。事實上英國亦图藉着盟約，当日俄陷入战争时，在欧洲进攻俄国篡取利益。日英同盟意味著俄國的盟友一旦攻擊日本，英方將會在欧洲參戰支持日本。然而，英国亦千方百计避免自己卷入日俄战争之中。當時俄國正與法國有協商 （法俄同盟），若英国出兵俄國將引致事態失控，法国很有可能履行協商義務加入俄国的一方，與法俄兩國敵對中的德奧意三國同盟也可能介入。這樣的話，戰爭將是一場世界大戰。因此英國透過日本之手則可以將路霸趕出滿洲，兩國很快達成默契，日本也有了本錢與藉口挑戰俄國。
在接到《七项撤军新条件》的第二天，清廷外务部官员将俄国《七项撤军新条件》的內容透露给日本驻华外交官。日本与俄国进行交涉，要求俄军撤退，但遭俄方拒绝。1903年日俄談判破裂。1904年2月6日日本向俄國發出最後通牒，並宣佈斷絕日俄外交關係。1904年2月8日，日本海軍在未宣戰的情況下攻擊停泊在旅顺港的俄罗斯旅順舰队。2月9日俄國對日宣戰。2月10日，日本政府亦正式對俄羅斯政府宣戰，日俄戰爭爆發。

## 開戰時雙方的軍事部署

### 战前准备
俄国因为一直将军事重点放在欧洲，因此在远东地区只有正规军9万8千余人，太平洋舰队共有60余作战船舰。而日军共有37万5千名陆军，配备专用适合东北战场的山炮，日本海军战舰共达80艘。

### 日军部署
海軍第一艦隊與第二艦隊負責封鎖駐紮在旅順的俄羅斯太平洋艦隊，而第三艦隊則前往對馬海峽確保制海權。在確保制海權後，陸軍第一軍登陸朝鮮半島並負責驅除半島上的俄軍，第二軍則前往遼東半島建立橋頭堡以孤立旅順。之后，再與後續的第三軍、第四軍合流，於中國的东三省地區共同掃蕩俄軍主力。在原定的計劃中，也包含對俄領海參崴的攻擊。同時，日本海軍也預計在殲滅俄羅斯太平洋艦隊後，波羅的海艦隊將會從歐洲前来增援。在此役中，日本海軍首次給提高到與陸軍同等的地位（以往多以支援陸軍的任務為主）。

### 俄军部署
俄军预测日本将于朝鮮半島南部登陆，于是在鸭绿江附近集结大量俄军以迎击北上的日軍。如果在鸭绿江未能阻挡日軍的攻势，则顺次撤退至哈尔滨以诱敌深入，等待日军补给线延长后再一举消灭。至于太平洋艦隊则以避免与日本主力决战为主，以等待波罗的海艦隊增援。

## 战争经过

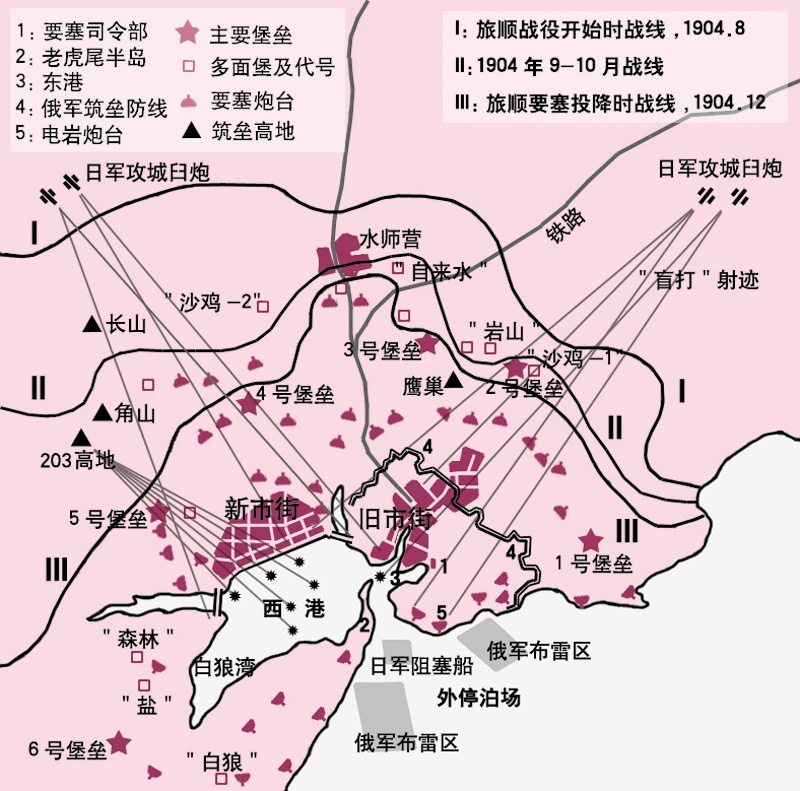
旅順戰役地圖

### 開战
1903年日俄談判破裂。1904年2月6日日本向俄国发出最后通牒，并宣布断绝日俄外交关系。1904年2月8日，日本海軍在未宣戰的情況下攻擊停泊在旅顺港的俄罗斯旅順舰队。日軍的攻击只損傷俄軍几只舰艇，并没有为俄罗斯舰队带来重大的损失。在同一天，由第二艦隊瓜生戰隊护卫的陸軍先遣部隊第12師团在朝鮮的仁川登陆。瓜生戰隊于翌日（2月9日），在仁川港外遭遇两艘俄罗斯巡洋舰，成功击退对方并让对方自沉。
1904年2月9日俄国对日宣战。2月10日，日本政府亦正式对俄国政府宣战，日俄戰爭爆发。然后于2月23日，日本政府再与大韓帝国签订协议书，以确保日軍在朝鲜的补给线不会受到干扰。
開战时，日方主力舰队如下：
联合舰队
司令官東鄉平八郎海軍大將，參謀長加藤友三郎海軍少將。
第一艦隊
司令官東鄉平八郎海軍大將（兼任），旗艦“三笠”
- 第一戰隊：（司令官三須宗太郎海軍中將），旗艦“日進”，戰艦（三笠，敷島，富士，朝日），裝甲巡洋艦（春日，日進），通報艦（龍田）。
- 第三戰隊：（司令官出羽重遠海軍少將），旗艦“笠置”（艦長山屋他人海軍大佐），巡洋艦（笠置，千歲，高砂，吉野號防護巡洋艦）。

第二艦隊
司令官上村彥之丞海軍中將，旗艦“出雲”
- 第二戰隊：（司令官島村速雄海軍少將），旗艦“磐手”，裝甲巡防艦（出雲，吾妻，常磐，八雲，淺間（艦長八代六郎海軍大佐），磐手），通報艦（千早）。
- 第四戰隊：（司令官瓜生外吉海軍中將），旗艦“浪速”，巡洋艦（浪速，高千穗，明石，對馬），其後日本海戰前5月24日巡洋艦“音羽”（艦長有馬良橘海軍中佐）歸隊。

第三艦隊
司令官片岡七郎海軍中將，旗艦“嚴島”
- 第五戰隊：（司令官武富邦鼎海軍少將），旗艦“橋立”，巡洋艦（嚴島，松島，橋立），裝甲巡防艦（鎮遠），通報艦：（八重山）。
- 第六戰隊：（司令官東鄉正道海軍少將），旗艦“須磨”，巡洋艦（須磨，和泉，千代田，秋津洲）。
- 第七戰隊：（司令官東鄉正道海軍少將），旗艦“扶桑”，裝甲巡防艦（扶桑），砲艦（高雄，筑紫，鳥海，摩耶，宇治）

俄罗斯旅順舰队按照原定的计划，在开战后一直待机于旅順港，以避免与日本联合舰队的主力决战。有见及此，联合舰队从开战后直到5月期间，故意在旅順港出入口炸沉几艘废弃的商船与军舰以封锁港口，但行动最后没有成功达到预定目标，是为旅順會戰。在作战过程中，于4月13日，联合舰队使用港口铺设的水雷成功炸沉一艘旅順舰队的战舰彼得罗巴甫洛夫斯克号战列舰，使旅順舰队的司令官斯捷潘·奧西波維奇·馬卡羅夫战死。然后于5月15日，轮到联合舰队的战舰「八島」和「初瀨」被俄罗斯旅順舰队的水雷击沉。
另一方面，驻扎在海參崴的俄罗斯舰队，乘日军联合舰队主力集中在旅順之机，不断威胁日军海上航线的安全。为了应对海參崴舰队的威胁，日本海軍把原先驻防日本海的第三艦隊撤回，改而派出由上村彦之丞中将率领的第二艦隊前往应对。但结果第二艦隊不仅没有捕捉到海參崴舰队的主力，反而于4月25日被俄军击沉一艘运输补给舰「金州丸」。此时被俄军俘虏的海軍少佐，于战后被日军免官。

### 旅順要塞包围战・黄海海战・遼陽会战
另一方面，由黒木為楨大将率领的日本陸軍第一军按照原定计划登陆朝鮮半島后，于4月30日-5月1日期间在安東（现在的丹東市）近郊的鸭绿江边击破了俄军，是为鸭绿江会战。之后由奥保鞏大将率领的第二軍也按原定计划在遼東半島的盐大澳登陆，并于5月26日攻陷了位于旅順半島末端南山地区的俄军陣地（南山戰役）。南山陣地与旅順要塞一样，是俄军历年经营非常坚固的基地，为了攻陷该阵地，日军第二軍的死傷者合计超过4,000人。巨大的牺牲人数震惊当时位于东京的日军大本营。而第二軍在顺势占领大連后，留下第1師团驻守，余军则北上直指遼陽。6月14日，于得利寺击退南下支援旅順的俄军（得利寺会战），再于7月23日在大石橋取得胜利（大石橋会战）。
至于海军，之前虽然按原定计划在旅顺口实行港外奇袭和旅顺口闭塞作战，企图歼灭驻防旅顺港的俄国舰队，但效果不佳，旅顺舰队仍然保存相当的战力，对日军的海上运输继续造成威胁。一直至3月上旬前，日本陆军一直认为只需要监视驻防旅順的俄军而不用发起攻击，但于3月14日，发现还有部分俄军战力处于北上的2個軍后方，有可能对日军做成威胁，于是便决定抽调两个师团以准备攻击旅順要塞。此时，海军方仍然坚持“海军单独对付旅顺舰队”的观点，并继续单独进行对旅顺港的闭塞作战。在3月27日，海军进行第二次闭塞作战，结果仍不佳。进入4月，海军起初仍然徒劳的坚持“独自对付旅顺舰队”的主张，拒绝和陆军协同作战。为此，4月6日大山岩参谋总长，儿玉源太郎参谋次长和伊集院五郎军令部次长的协商决议中，首次出现“陆军将应海军要求攻克旅顺口”的字样。在协议后，海军的策略修正为封锁作战，并在旅顺口外布设水雷，但仍然未能彻底封锁旅順艦隊。
两军于旅順持续僵持至5月后，日军得知俄军波罗的海舰队将马上前来增援。若与尚完整的旅顺舰队会合，俄国海军在远东的实力将会是日本联合舰队的两倍。在紧迫的情势下，日本海軍唯有改变策略，重新要求陸軍参与对旅順要塞的攻击。因为之前的耽误，致使本来以攻击要塞为主要任务的第三軍的編成时间延迟，一直等到5月29日才发布第三軍的战斗序列。第三軍的战斗序列由东京大本营编成，以曾经参加过甲午战争的乃木希典作为司令官。
于6月30日，日本陸軍把指挥权由东京大本营移交到滿洲軍總司令部，至此，滿洲軍之組織如下：
滿洲軍
總司令官大山巖元帥陸軍大將，總參謀長兒玉源太郎陸軍大將。
'第一軍
司令官黑木為楨陸軍大將。
- 近衛師團（師團長淺田信興陸軍中將），第2師團（師團長西寬二郎陸軍大將，後換為西島助義陸軍中將），第12師團（師團長井上光陸軍中將），兵站部後備步兵十二大隊，同騎兵（支隊長秋山好古陸軍少將）、砲兵各一中隊，並同工兵若干。
- 與第一軍隨行觀戰武官團之各國武官計有25位。

第二軍
司令官奧保鞏陸軍大將。
- 第3師團，第4師團（師團長塚本勝嘉陸軍中將），第6師團（師團長大久保春野陸軍中將），後備步兵第11旅團，騎兵第1旅團，野戰砲兵一旅團，兵站部後備步兵二大隊，工兵一中隊。另總司令部付總予備第8師團（師團長立見尚文陸軍中將）。

第三軍
司令官乃木希典陸軍大將。
- 第1師團（師團長松村務本陸軍中將），第9師團（師團長大島久直陸軍中將），第11師團，後備步兵第1旅團，同第4旅團，野戰砲兵第2旅團，攻城特殊步隊（攻城砲兵司令官豐島陽藏陸軍少將，並兼第3軍砲兵部長），（並包含由第1軍轉屬的野戰重砲兵）。爾後再加入第7師團（師團長大迫尚敏陸軍中將，原團部駐防地日本旭川，1904年11月20日由大連登陸併入第3軍），後加入騎兵第2旅團。

第四軍
司令官野津道貫陸軍大將。
- 第5師團（師團長木越安綱陸軍中將），第10師團（原師團長為川村景明陸軍大將，後調為鴨綠江軍司令官，師團長換為安東貞美陸軍中將），後備步兵第10旅團，兵站部後備步兵二大隊，同工兵一中隊，後加入後備第3旅團，及後備第11旅團。（獨立第10師團，於1904年5月19日在遼東半島大孤山登陸，爾後擴編成第四軍。）

鸭绿江軍
司令官川村景明陸軍大將。
- 第11師團（師團長鮫島重雄陸軍中將），後備第1師團（師團長阪井重季陸軍中將），後備第16旅團。

于6月8日，第三軍司令部到达大連，然后与之前从原第二军中抽出的两个团（第一、第十一師团）合流。合流后的新军团在6月26日到达旅順的外部。6月30日，大本营向陆军发布开始旅顺会战的指令。7月10日，黑木為楨率領日軍在摩天嶺之戰中擊敗俄軍並擊斃其指揮官費多爾·凱勒。然后在7月12日，山縣有朋参謀总长对伊東祐亨海軍軍令部長发出攻占旅顺基地，消灭或驱逐敌舰队的命令。8月7日，日军海軍陆战重砲隊开始炮轰旅順港内的俄军军舰，使旅順艦隊出现損傷。为了避免进一步的損失，旅順舰队总督叶夫根尼·伊万诺维奇·阿列克塞耶夫决定在8月10日往海參崴方向突围，但在突破时却遭到日本联合舰队的攻击，造成巨大的損失而不得不退回旅順港内(黄海海战)。在此役后，旅顺舰队几乎完全失去战斗力。与此同时，海參崴的俄军舰队虽然仍然在日本海威胁日本的补给线路，但于8月14日，被日本海軍第二艦隊于蔚山沖发现并发生战斗，海參崴艦隊多艘军艦被击沉后丧失继续干扰日本补给线的能力，是为（蔚山海战）。
虽然在黄海海战后，俄军旅順舰队已经丧失出击的能力，但在日军不能确认俄军的军力情况，还是在8月19日发动第一次旅順总攻击，掀开旅顺会战的序幕。在第一次攻击后，日军死傷者超过15,000人，但还是未能攻下当时号称『远东第一要塞』的旅順要塞。另一方面在8月末，由野津道貫大将率领的第四軍和日军第一軍、第二軍，逐渐向遼陽逼近，并在8月24日-9月4日期间开始辽阳会战。日军第二軍从南边往遼陽的俄军阵地正面攻击，而第一軍则从阵地東边的山地迂回到俄军背后进行夹击。此场战役以俄军全军撤退，日本占领遼陽而结束。从辽阳撤退的俄军在10月9日-10月20日的沙河会战中，在遼陽与奉天（现在的沈阳）之间的沙河尝试对日军反攻但最后失败。
10月15日，俄军的罗杰斯特文斯基中将率领由波罗的海舰队改编而成的俄军第二太平洋舰队，从利耶帕亚出发前往旅順支援（旅順被日军攻陷后改往海參崴）。

### 旅順会战

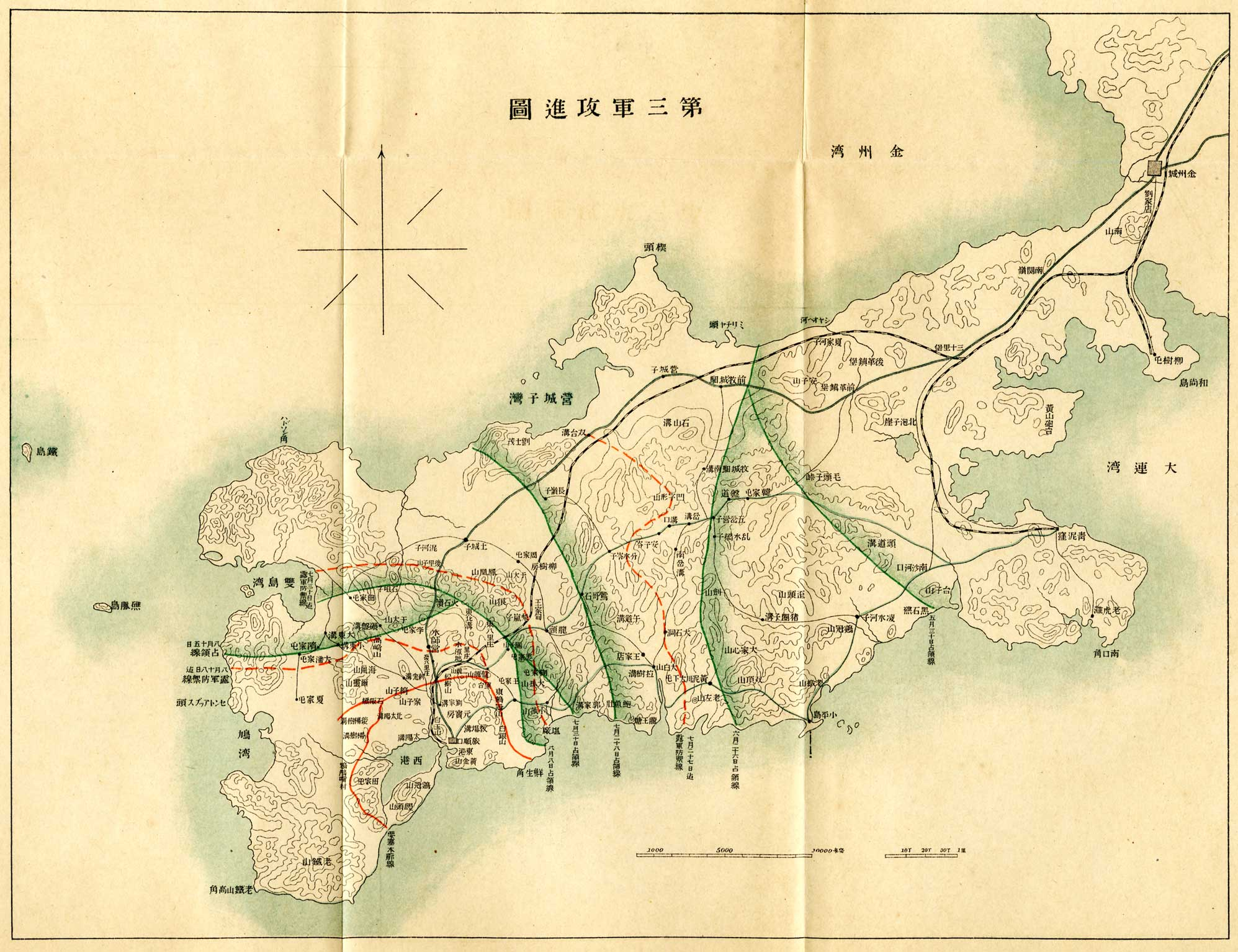
第三軍在旅順進展圖

陆军第三军在第一次总攻击后，仍然持续的对旅順要塞发动攻击。在8月到10月期间，日军从大弧山不断的向旅順港发动观测射击，加上于早前黄海海战中海军的打击，使俄军旅順舰队几乎陷入全灭状态。但由于日军一直未能确认港内情况，致使后来的作战出现混乱。
在浴血奋战突破旅順要塞東北的防衛線后，第三军占领在旅順要塞背后的望台山，使旅顺全港暴露在日军的俯瞰下，也达成海军请求的目标。之后第三军分别于9月19日和10月26日分两阶段发动第二次总攻击。此次攻击是为了占领盘龙山，大顶子山周围的阵地，以确保第一次总攻时已经占据的突出阵地不会被俄军孤立。这次总攻在203高地以外地区基本达成作战目标，但位于中央最关键的203高地却遭到俄军激烈的反抗没有成功。虽然这次攻击中，日军也成功攻下差不多能俯瞰全旅順港的海鼠山，但由于还是未能观测到旅順舰队主力所位处的海域，所以海軍再度对陆军发出攻击203高地的请求。海军的请求得到大本营的认可，但第三軍却在主攻目标方面与满洲军司令部出现分歧，一直到大本营取得天皇勅許后才开始行动。
由11月26日开始的第三次总攻击在日军进入阵地战的情况下陷入苦战。乃木希典在战斗途中决定暂停攻击要塞的東北边，该而进攻203高地。在得知情况陷入胶着状态后，大山巌元帥命令儿玉源太郎满洲軍総参謀長前往前线协助指挥，并加入乃木部队于203高地的战斗。
203高地争夺战是典型的攻山头战役。战斗先由日军第7师团与第1师团残存部队主攻，之后的战术由满洲军总参谋长儿玉源太郎定案日军28个聯隊使用舟波性的攻击，每隔15分钟部队发起一次冲锋。当时俄国守军的武器上有两个优势：日军所没有的手榴弹与马克沁重型机枪，該戰役中日軍傷亡有近半亦由馬克沁機槍造成。而俄军方面在辽东地区的总司令官是阿纳托利·斯特塞尔中将（在肯德拉切夫中将12月15日战死于東雞冠山北堡壘后继任），旅顺要塞司令官是史密鲁诺夫中将，旅顺港司令官为古雷葛勒维其少将。旅顺地区全部俄国守军约42,000名，大砲640门，军营52处。在203高地争夺战中日军战死5,052名，且日军战场指挥官乃木希典的次子乃木保典少尉于11月30日下午4點战死于此役中的203高地西北坡（在战死之地竖有一个碑“乃木保典君战死之所”）。而乃木希典的长子乃木胜典中尉在參與第2军（由辽东半岛盐大澳登陆）南山战役中身受重傷，5月27日傍晚5点30分傷重不治死于金州陆军野战医院。（此役日军死伤4387名并获胜。在金州俄守军1个师约1万7千名、火砲131门，在南山（扇子山）的俄守军为西伯利亚第5团约4,000多名，此役俄军伤亡约1,100名并败走撤退）
日军在1904年12月5日拂晓发起攻击。先由砲兵重砲（当时从日本东京及大坂190门海岸防卫用的大口径直径28cm的霰弹重砲中紧急运来18门支援旅顺第3军，一发砲弹有300kg重。）轰击建立在山顶的俄军阵地，在轰击的掩护中步兵第27聯隊集成第三中队衝锋佔领203高地西南山顶，接著步兵第28聯隊集成第一中队肉博衝锋佔领203高地东北山顶，傍晚再由集成步兵第25聯隊攻占203高地中央山顶。根据日军战场记录显示，当日军攻下203高地的西南山顶、东北山顶以及中央山顶时，山顶俄军阵地裡几无一人存活，俄军可以说是战至最后一兵一卒。
在经过一轮激烈战斗后，日军终于在12月5日攻占203高地。12月5日傍晚，日军砲兵在203高地的山腰使用重砲炮轰旅顺市区内的俄军要塞，并歼灭港口中从退守旅顺港的俄国第一太平洋舰队（该舰队司令官斯捷潘·马卡罗夫海军中将已于1904年4月13日战死，海军士气低落）残馀的舰隻十馀艘。之后第11师团攻占东鸡冠山的俄军永久堡垒東雞冠山北堡壘，12月28日第9师团再占领二龙山的俄军永久堡垒二龍山堡壘，31日第1師團攻占松樹山堡壘。
第三軍在随后继续追击旅顺地区附近的残余俄军，在1905年1月1日突破了東北方面的防衛線占領虎头山望台堡。虎頭山望台堡戰役为旅顺攻围战的最后一场战斗。在203高地被日军占领的时候，旅顺舰队的俄军水兵因为舰队早以失去战斗力，所以已经提前上岸投入到要塞保卫战。203高地的消耗战耗尽俄军的预备队，正面堡垒的陷落使得俄军士气低落不堪，俄军指挥部裡主战派将领失去支持，于是在当日下午4时半，决定向日军投降。1905年1月2日下午1点，俄军参谋长雷伊斯与德西建史诺维其上校在原清朝北洋水师营的农舍，等候日军第3军参谋长伊地知幸介交涉受降条件。1月5日乃木大将，及其参谋长伊地知，与旅顺俄军辽东地区总司令官施特塞尔中将，及其参谋长雷伊斯，在北洋水师营的农舍签定旅顺俄军投降书。1月14日在水师营的东边由乃木希典主持战没者招魂祭，并朗读祭文。
此后乃木希典率领第三军前往沙河，两軍持续対陣，俄军在新任的格列宾堡大将领导下，在1月25日开始往黑沟台（日军最左翼）继续反攻。这次反攻曾经一度让日军陷入苦战，在秋山好古少将、立見尚文中将的奮战下才脱险（黑沟台战役）。

### 奉天会战
在奉天会战前，以辽阳西北的二公檯为起点，日军满洲军总司令部在奉天由西往东（至抚顺）布置第3军、第2军、第4军、第1军及鸭绿江军组成的包围战线，日本军共25万名。俄国方面，远东军总司令官亞歷克塞·庫羅帕特金大将（俄国远东地区总督为阿列克谢耶夫大将）率领的37万名俄国陆军（当时俄国全国陆军约300万）。
1905年2月20日，日軍總司令部在煙台對各軍司令官發下奉天會戰的作戰命令，而各軍除再作師團部隊調整外，並加入後備軍，組織轄下第3師團（師團長大島義昌中將），後備第1旅團，後備第13旅團，及後備第14旅團。2月21日起，日军右翼开始对俄军攻击。3月1日，日军左翼的第二军和第三军从側面迂回到俄军背后准备包围奉天。此时俄军投入预备队准备与日军决一死战，向乃木希典指挥的第三军发起猛攻，使第三军接近崩溃。虽然如此，第三军在面对俄军正面攻击下，还是挡下俄军的攻势，成功切断哈尔滨与奉天間的鉄道联系，给俄军造成决定性的打击。3月9日，俄军统帅库罗帕特金下令全军往鉄嶺与哈尔滨撤退。日军于3月10日占領奉天。
此战后，日本政府透过美国总统西奥多·罗斯福向俄方提出和平交渉。但由于俄方仍然在期待波罗的海舰队到达后可以扭转战局，所以拒绝日本的提议。两军在此役后都已经消耗甚大，没有能力进行进一步的攻击或反击，一直到战争结束前在四平附近对峙。
按奉天会战后统计，俄国军战死8,705名（或有一说：俄军的阵亡人数超过2万名），负伤51,388名，被俘21,791名，失踪7,539名。而日军战死16,553名，负伤53,475名，被俘2088名（其中陆海军1574与21人，主要担任铁道队和邮船船员的陆海军属95与此142人，被俄军逮捕的商船船员159人，摄影班9人）。在战后回国的日本战俘没有受到公开的不平等对待，更有曾经被俘军官与东乡会面获赠金表的记录。日遣返战俘的消息传来时，关在熊本县的一批俄国军官集体自杀以保全名誉。

### 對馬海峽海戰
俄军波罗的海舰队（第二太平洋舰队）在经历7个月的航行后，终于在1905年5月到达日本近海，并于5月27日与日本联合舰队在对马海峡发生冲突。仅两天内，日本联合舰队便以压倒的优势击败俄军舰队，俘虏对方司令并让对方几乎全军覆没，而日本联合舰队仅损失3只水雷艇，也是近代海战史上少有的胜利。在此战后，日本完全掌握制海权，至於海军几乎全毁的俄罗斯政府也开始面对现实，准备开始与日本进行停战谈判。

### 樺太会战
在与俄军谈判期间，日本为了使讲和谈判有利进行，先行于7月进攻俄国的库页岛并占领全岛。在缔结朴资茅斯条约后，北纬50度線以北的部分库页岛返还俄国，以南则割让成为日本领土。

## 戰果

1905年9月5日，日俄兩國簽定《朴茨茅斯和約》

俄国在对日本的战斗中接连失败后，国内民众对沙皇管治的不满情绪日益高涨，再加上经济发展停滞和蔓延在国民间的厌战气氛，群众的不满情绪终于在1905年1月22日（儒略曆1月9日）的血腥星期日爆发。在不稳定的局势下，日本乘机派遣间谍到俄国国内煽动布尔什维克人进行革命活动，使俄国要继续进行战争变得非常困难。
同时，日本虽然在这次战争中取得大部分战斗的胜利，但由于在这场长达19个月的战争中已经支出17億円的军费（几乎所有军费都是透过战時国債获得），使国家财政陷入危机。當時日銀副總裁高橋是清被派往英國發行國債，初期吃了不少苦頭，因為沒有人敢買一個以小搏大的戰爭債。直到戰爭中期，傳出俄國鎮壓猶太人的消息，引起美國猶太人反感，才有猶太資金的奧援，讓英美市場各承接百分之五十的日本國債。當中大力承接債券的猶太人雅各布·席夫更獲頒一等旭日勳章，成為第一個獲頒一等旭日勳章的外國人。並破天荒在日本皇宮與天皇共進午餐。1906年2月，席夫接受日本邀請訪日。受到報紙大肆報導，包括日本三個前任或未來總理的政商大老皆熱烈歡迎。
在日本国内总共109万的可动员兵力中，常备兵力便接近20万，使得国内的各种产业严重缺乏生产人手，同时也使经济陷入低迷的状态。所以在讲和的提议被提出后，日方也没有拒绝并同意与俄方开始展开谈判。
透过美国作为中间人协调交渉后，日俄双方于1905年8月10日在美国的朴次茅斯附近开始停战谈判，并在9月5日达成和平协议。

## 影響

### 大日本帝国
戰後，日本取得對南滿的控制及穩固對朝鮮的統治。關東州租借地以及東清鐵路長春以南段均由日本控制，關東軍在內滿洲開始駐紮。然而，《樸資茅斯條約》與日本國民的期望有落差，最終爆發日比谷縱火事件。隨着俄國的勢力退出了遠東政治舞台，遠東局勢得以緩和，日本政府為舒緩受戰爭影响惡化的財政，於1925年實行裁军计划。
為了應對日俄戰爭，日本桂太郎內閣進行了大規模增稅，在1904年4月和12月兩次實行「非常特別稅法」，增加的稅收等於1903年日本全年的稅收。由於戰後日本沒有獲得賠償金，日本政府將增稅七成的制度永久化。此前日本眾議院選舉法規定繳稅10日元擁有選舉權，擁有選舉權人數為98萬，增稅後的1908年選舉，合資格選民增加到158萬人。日本在日俄战争中取得的土地和海外利益在1945年日本投降后全部丧失。

#### 台灣
在甲午战争中获胜的日本通过《马关条约》将台湾割让为领土。当時「俄国将入侵日本统治下的台湾」这一消息传开后，日本政府于4月13日在沿海地区和澎湖的马公岛实施戒严，5月13日则将戒严范围扩大至全岛。
5月，台湾的通讯员发现了俄国舰队，并报告了目击信息，配合日本海军在对马海峡击败俄国舰队的行动。
同年7月7日，戒严令被解除，台湾经历了大约两个月的史上首次戒严。在此期间，随着纵贯铁路丰原28号至水上区段的完成与开通，台中站举行了中央铁路的开通仪式。随后，随着日本的胜利，全岛弥漫着庆祝的氛围，台湾总督府在苗栗市的虎头山上建立了「日俄战争纪念碑」。
自1898年以来，台湾设立了公学校，教育水平大幅提升。少數接受日本教育的台湾人逐渐将自己认同为日本人，而日本能够击败他们认为强大的俄罗斯，更使得他们的荣誉感提升。尤其是在历任台湾总督中，第3任总督乃木希典（1896年10月-1898年2月）、第4任总督儿玉源太郎（1898年2月-1906年4月）、以及后来的第7任总督明石元二郎（1918年6月-1919年10月），都在日俄战争中担任过重要将领，儿玉源太郎甚至曾亲自指挥前线作战。

### 大韓帝國
1904年戰時，日本與韓國簽定第一次日韓協約，朝鮮任用日本政府推薦的財政及外交顧問。1905年它與俄國議和後，俄國承認日本政府對韓國的指導及監督權，隨即簽定第二次日韓協約，將韓國的外交權移轉給日本，使它成為日本的保護國，並設立統監府。1909年簽定第三次日韓協約，取得內政權並解散軍隊，並於1910年被日本併吞。

### 俄罗斯帝国
俄羅斯帝國在日俄战争失敗後，雖戰爭本身未損及元氣，但其用以維持其帝國之著名強大軍事力量及威望產生動搖，國內動蕩不安，1905年俄國爆發第一次革命，俄军在日俄战争中輕敵所致的败北是革命最直接的导火线，人民將戰败归咎于罗曼诺夫王朝。直接影響是帝國杜馬的設立，原本作為專制體制的沙皇帝國納入了議會制度。俄羅斯政府原本在遠東殖民的計划也因此終結。
在宣布設立杜馬後，俄國國內的革命聲浪暫時平息，直到1917年，俄國因參加第一次世界大戰而相继爆發二月革命和十月革命，沙皇统治和議會共和體制被推翻，苏维埃政权建立，與日本在東北亞地區的對立持續。

### 大清帝國

#### 立宪思想风行

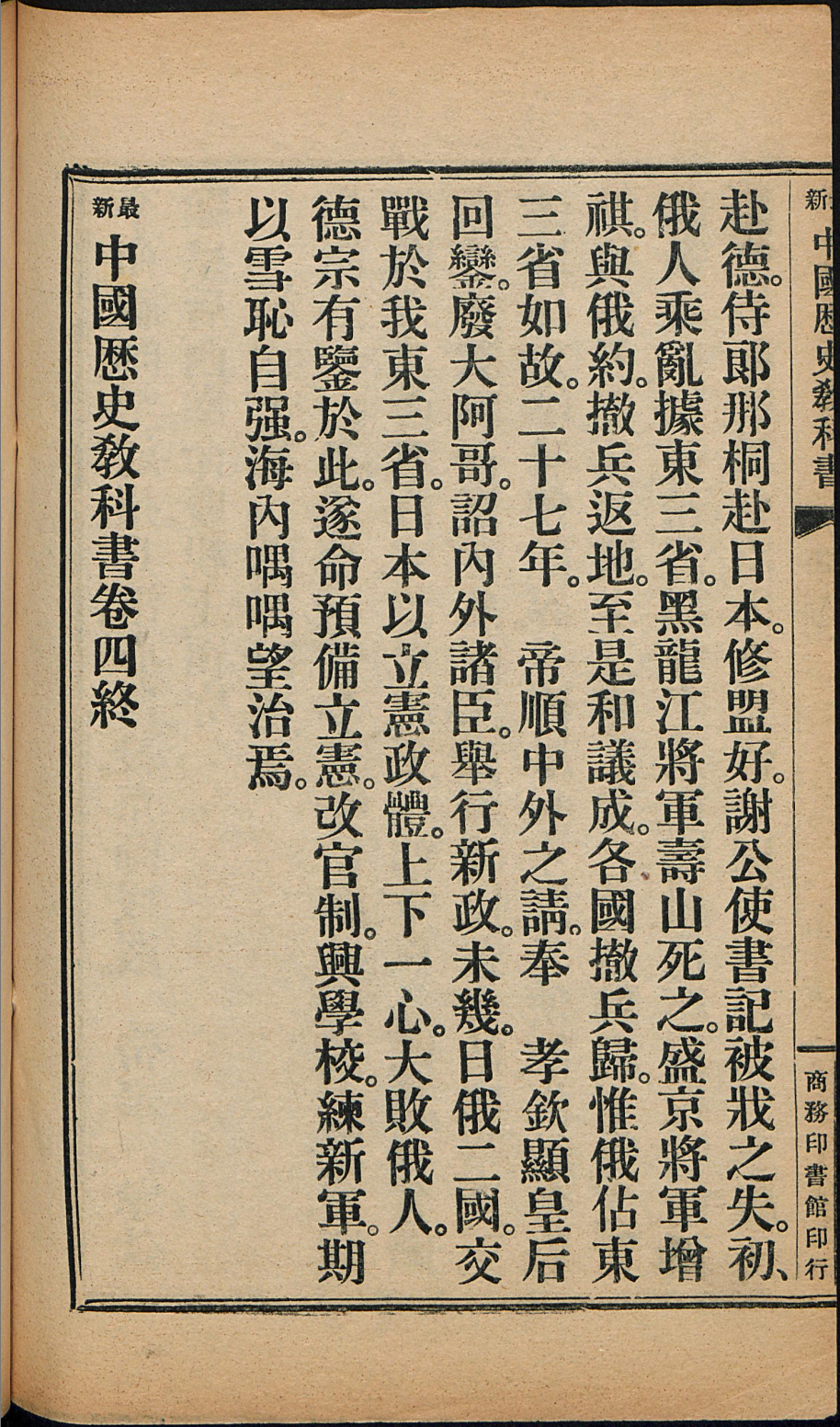
清末官方审定的《最新中国历史教科书》对于日俄战争的相关描述：“日俄二国交战于我东三省，日本以立宪政体上下一心大败俄人。德宗有鉴有此，遂命预备立宪、改官制、兴学校、练新军，期以雪耻自强，海内喁喁望治焉”。

日本國以君主立憲小國戰勝俄羅斯國那樣一個專制大國，給清廷上下以很大震動。「日俄之勝負，立憲專制之勝負也」。夏清貽亦提出「日勝何喜，俄敗何欣（ 《何日醒》/《快猛醒》）」之觀點。朝野上下普遍將這場戰爭的勝負與國家政體聯繫，認為日本以立憲法而勝，俄國以專制而敗，「非小國能戰勝於大國，實立憲能戰勝於專制」。於是，不數月間，立憲之議遍及全國，蓋過革命派之議流。加上日本於明治十五年曾派員赴歐洲考察憲政。清廷遂於1905年派載澤、端方等五大臣出洋考察。次年，五大臣先後回國，誇張上書指出立憲法有三大利：「一曰皇位永固，二曰外患漸輕，三曰內亂可弭」，建議「立憲法」。他們想，「今日宣布立憲，不過明示宗旨為立憲預備，至於實行之期，原可寬立年限。日本於明治十四年宣布憲政，二十二年始開國會，已然之效，可仿而行也」。1906年9月1日（光緒三十二年七月十三日），慈禧太后頒發了《宣示預備立憲諭》，開展「立憲運動」。
慈禧太后對於這場在本土的戰爭表示中立，但儘管如此，由於東三省被俄國強佔，也試圖聯合日本或與列強談判，謀求自己的利益，而日俄两国都在战争时期肆意处死他们认为是间谍的中国人。对此，清政府命预备立宪、改官制、兴学校、练新军，“期以雪耻自强”。

#### 列强权益转手
1905年12月22日，清政府和日本簽訂《中日會議東三省事宜條約》，主要內容為：清政府同意按日俄《樸資茅斯條約》第五款及第六款，讓日本繼承俄國在此一切權利，同意將俄國在旅順及大連的租借權、長春至旅順的鐵路及附屬財產和煤礦轉讓給日本。而清政府受到刺激後建立東三省。日俄戰爭6年之後，辛亥革命爆發，清朝政權結束，中華民國成立。關東軍仍駐紮在南满铁路附属地內。

#### 鲁迅弃医从文
1906年著名作家鲁迅在医专课堂上观看老师播放的日俄战争幻灯片，里面有中国人為俄軍当坐探，被日军逮捕以间谍罪枪毙砍头，大量本地中国人围观。鲁迅认识到“医学并非一件紧要事，凡是愚弱的国民，即使体格如何健全，如何茁壮，也只能做毫无意义的示众的材料和看客，病死多少是不必以为不幸的。所以我们的第一要著，是在改变他们的精神，而善于改变精神的是，我那时以为当然要推文艺。”决定弃医从文。

### 國際影響

#### 其他列强
日本國擊敗俄國後，令列強感受到威脅，特別是美國，他們在此戰爭之後假想日本為敵，並訂立《橙色戰爭計劃》，擬定一套戰術攻擊日本本土。不過，因為珍珠港事件及經歷第二次世界大戰的航母及潛艇的科技發展的緣故，這戰爭計劃沒有確切地實行。

#### 其他國家
对马海峡海战战前，列強都认为，在波罗的海舰队抵达后形势便会变得对俄军有利，但因英日同盟，波羅的海舰队無法通過英國控制下的蘇伊士運河，以至要繞過非洲大陸由南非經印度洋去亞洲，漫長的旅程消耗了大量物品，因此最后几乎全军覆没。至於黑海舰队因要對抗俄國的宿敵奥斯曼帝國並且受1878年聖斯特凡諾條約（第24條）限制不能通過博斯普魯斯海峽和達達尼爾海峽而無法抽調，所以無法通過而馳援。
包括奥斯曼土耳其帝國（奥斯曼土耳其在26年前的俄土戰爭被俄軍大敗）、俄屬波兰与芬蘭大公國与其他长期受俄国海军威胁或被俄國吞併的国家，在得知日军胜利的消息后感到非常振奋，波兰甚至爆发反俄的民族主义运动。
俄羅斯帝國的衰敗大大鼓舞了受到羅曼諾夫威脅的波蘭、立陶宛人民。

## 評價
德國社會思想家羅莎·盧森堡認為此戰的重要性對受壓迫的階層十分清晰: 「日俄戰爭令所有人意識到就算是歐洲的戰爭與和平-它的命運-並不決定在歐洲內,而是在世界和殖民地政治的巨大漩涡中。如果我不考慮俄國極權崩潰的即時效果, 這場戰爭的意義是社會民主主義。這場戰爭將国际无产阶级的目光回到世界在大政治和經濟上的聯繫。」 這場戰爭的普遍意義決定了它的歷史重要性以及它的後果。
「日本的勝利減輕了我們自卑感。一個西方強國的戰敗引申出亞洲仍可以像古時一樣擊敗歐洲。」賈瓦哈拉爾·尼赫魯。
「我們認為俄羅斯敗於日本可以被視為東方擊敗西方。我們視這次勝利為我們的勝利。」孫中山 。
詹姆斯·喬伊斯的小說《尤利西斯》，設定在1904年的都柏林，包含對愛爾蘭的願境。
波蘭藝術家Józef Mehoffer在1905年畫了《Europa Jubilans》，其中描繪一個著上圍裙的女傭人坐在一張在東方文物前的沙發上休息。在俄國戰敗的一年，抗議俄國的侵佔以及文化壓迫。同時巧妙地指望著沙皇主人在歐洲戰敗的日子如同它在亞洲遭遇的。

## 歷史意義
日俄战争結果日本勝利，一個東方的新興國家擊潰了當時一個西方的主要強國，日本開始被視為世界上一個新的強權。
日俄战争的結果顯現出20世纪的政治與战爭的數項特點，許多工业革命带来的技术创新都首次用於日俄战争，如速射砲、机枪和射擊準度更高的卡宾枪都在日俄戰爭中首次被大规模使用。無論是陸上還是海上戰事，都證實战争在新技术的引領下，已與1870年代普法戰爭的模式大相逕庭。大多数的军队指挥官預期使用这些新武器系统將在現場及战术層面上主导战场。但是，随着局勢的變化，这些新技术的进步永远改变了人类发动战争的能力。。日俄戰爭也是东亚地區两个现代化國家武力之間首度的大規模衝突。
武器的進步帶來巨大的傷亡，日俄兩國都未預料到新型戰爭造成的結果，亦無資源去抵消其損失。因為巨大的傷亡，不同的國際非政府組織（如紅十字會）出現並在得到戰後關注。這些國際組織的出現可以視為國際社會通過共同關心的問題進行磨合，這個緩慢的過程主導了20世紀。
不少學者爭論日俄戰爭是否為第一次世界大战的「預演」。贊同者認為該戰爭已有多少後者总体战的特點，如雙方皆大規模動員軍隊進入戰場。這場戰爭需要極其龐大的經濟支援，包括裝備、軍火和補給都大到需要本土以及外國支援。日俄戰爭的結果亦顯示國家領袖需關注外交政策所帶來的國內反應。一些學者認為日俄戰爭結果顯示沙俄政府的腐敗無能，因此進一步推動反對羅曼諾夫王朝的革命運動。

## 日俄戰爭遗址
目前，在旅順地區仍保留眾多的日俄戰爭遺跡開放觀光。
- 白玉山表忠塔
- 水師營會見所
- 203高地 - 日語取其音稱爾靈山
- 老鐵山砲臺
- 電岩砲臺
- 東雞冠山北堡壘（英语：Dongjiguan Mountain）
- 旅順監獄舊址
- 旅顺苏军烈士陵园
- 金州苏军烈士陵园
- 金州南山日俄战争遗址

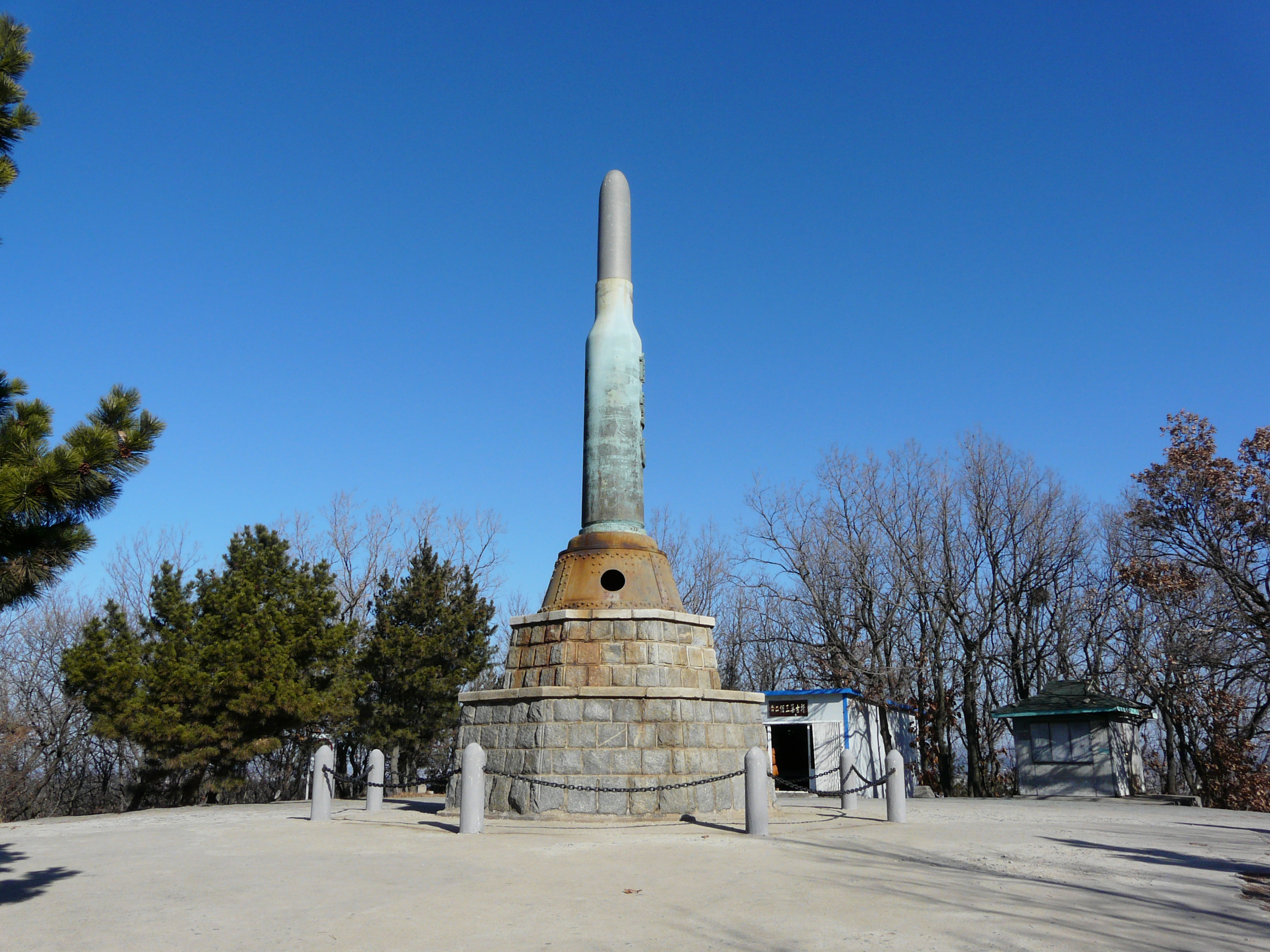
203高地爾靈山紀念碑
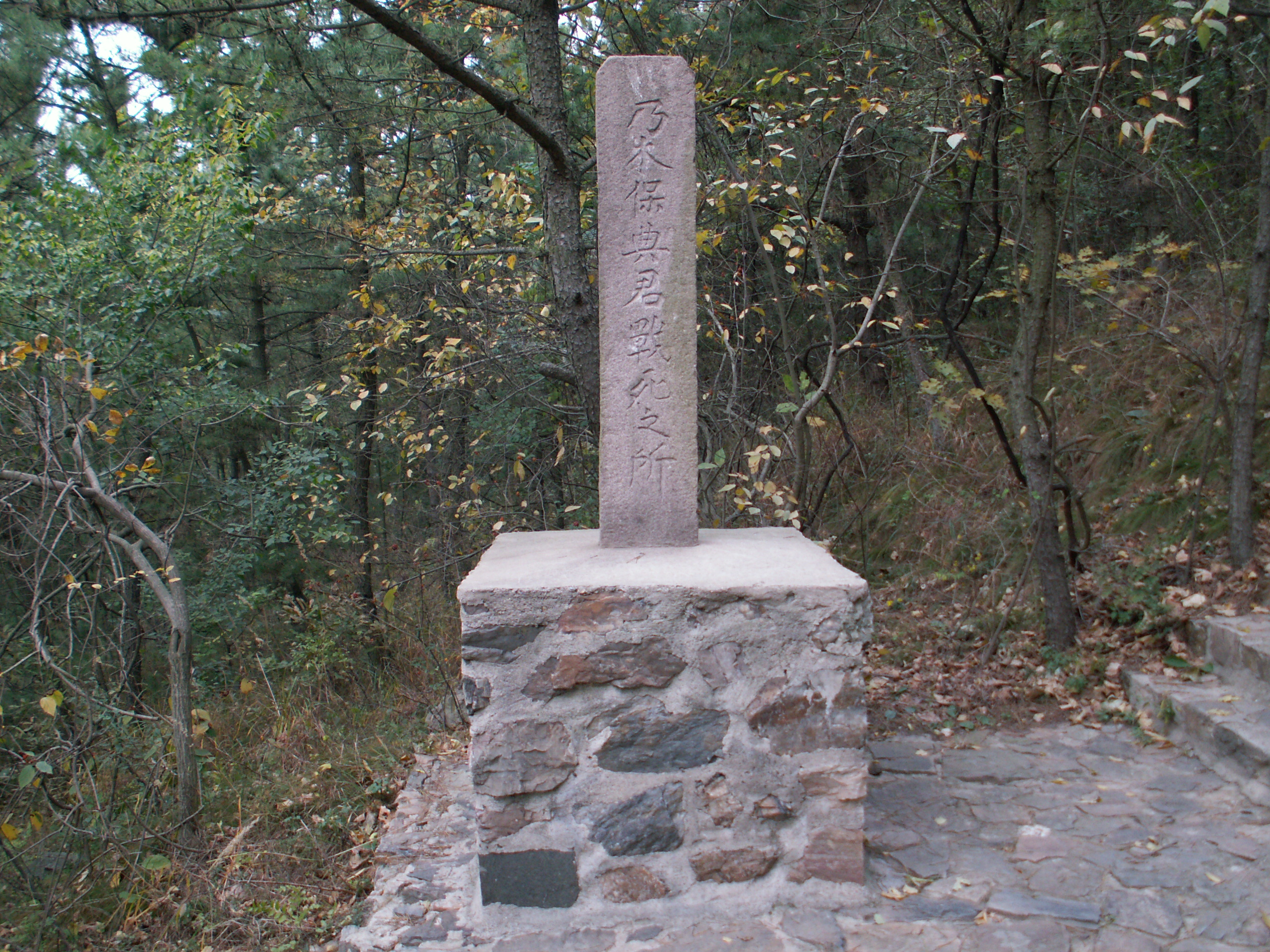
203高地乃木保典战死之所碑
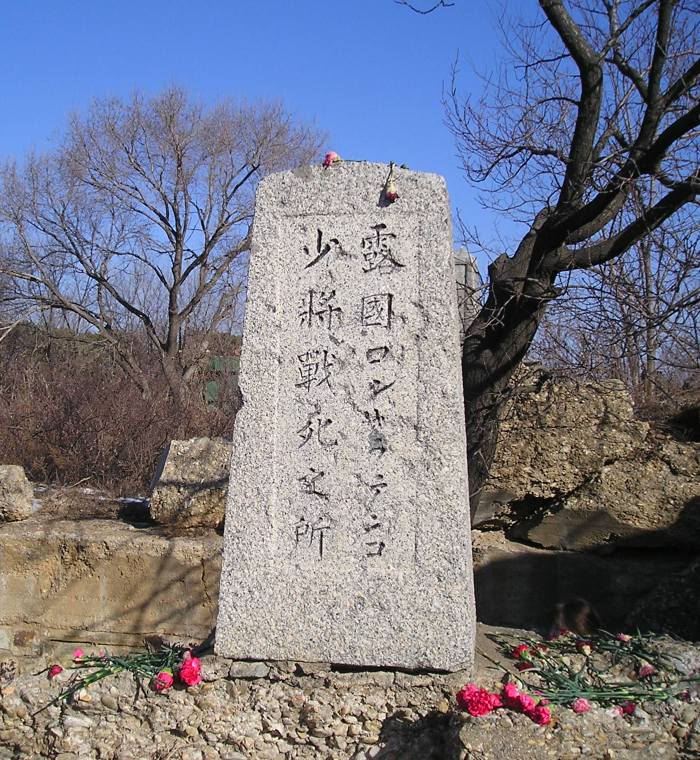
东鸡冠山康特拉琴科（英语：Roman Kondratenko）战死之所碑
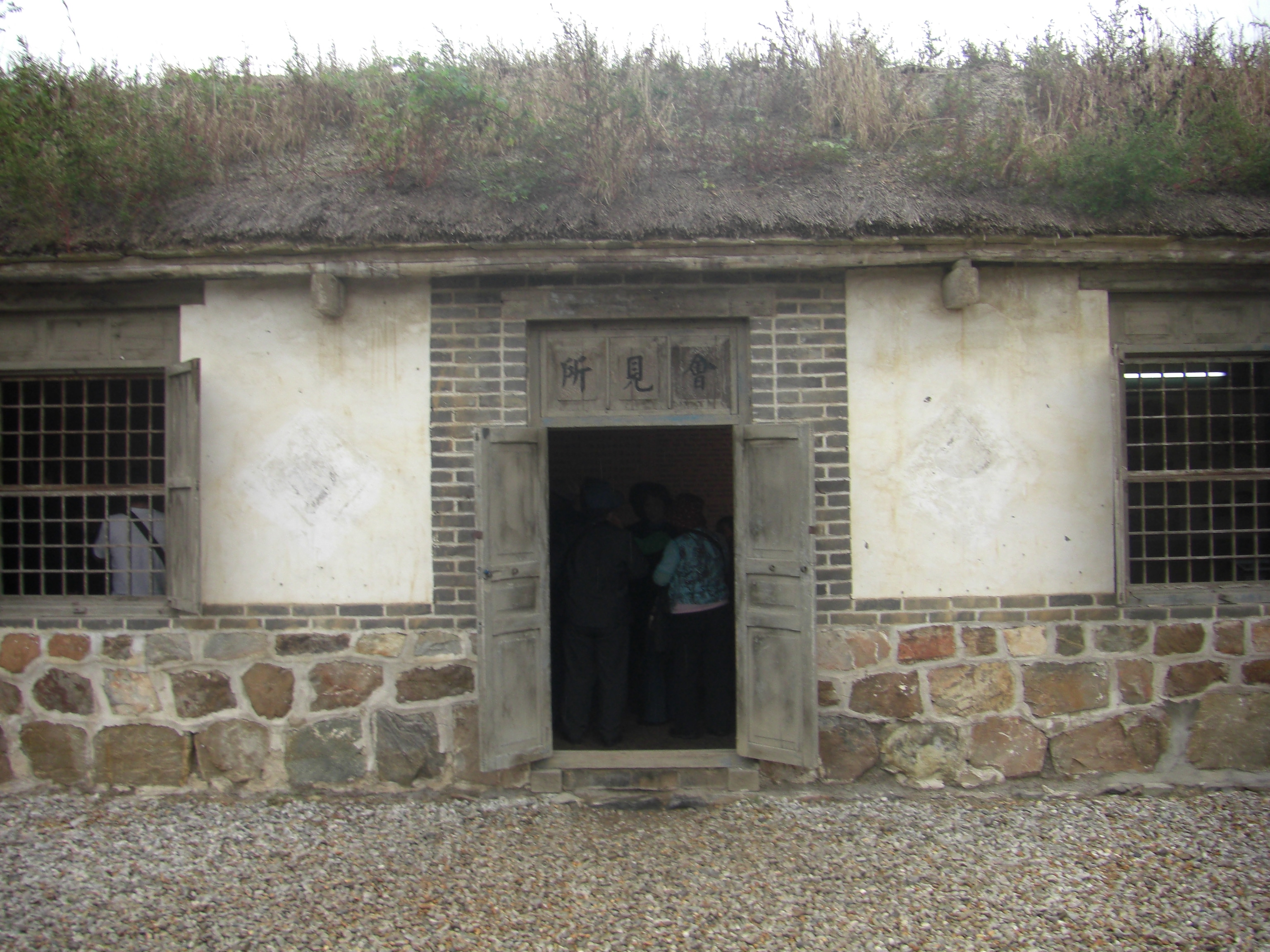
会见所旧址
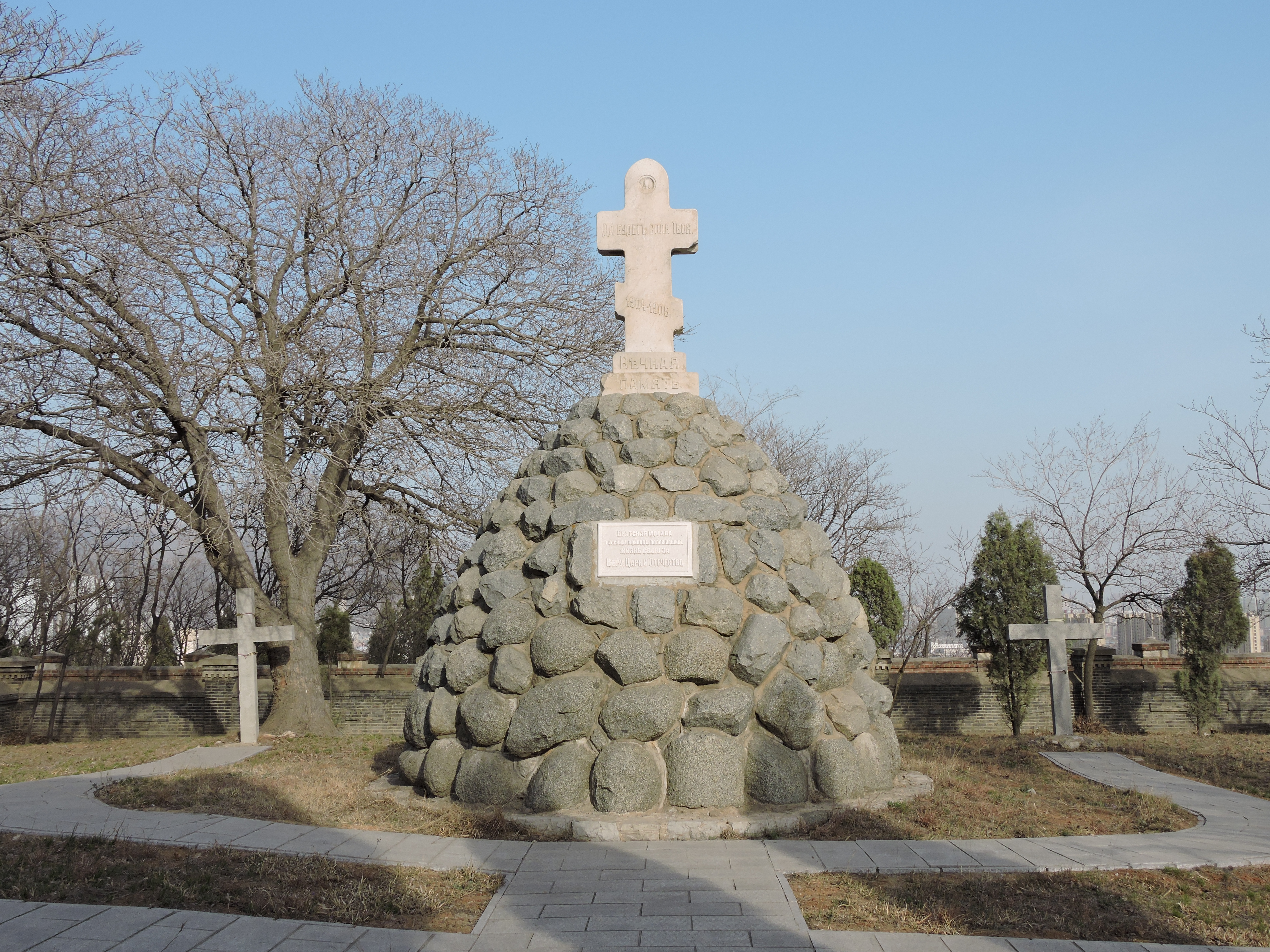
金州南山苏军烈士陵园内的日俄战争俄军墓地
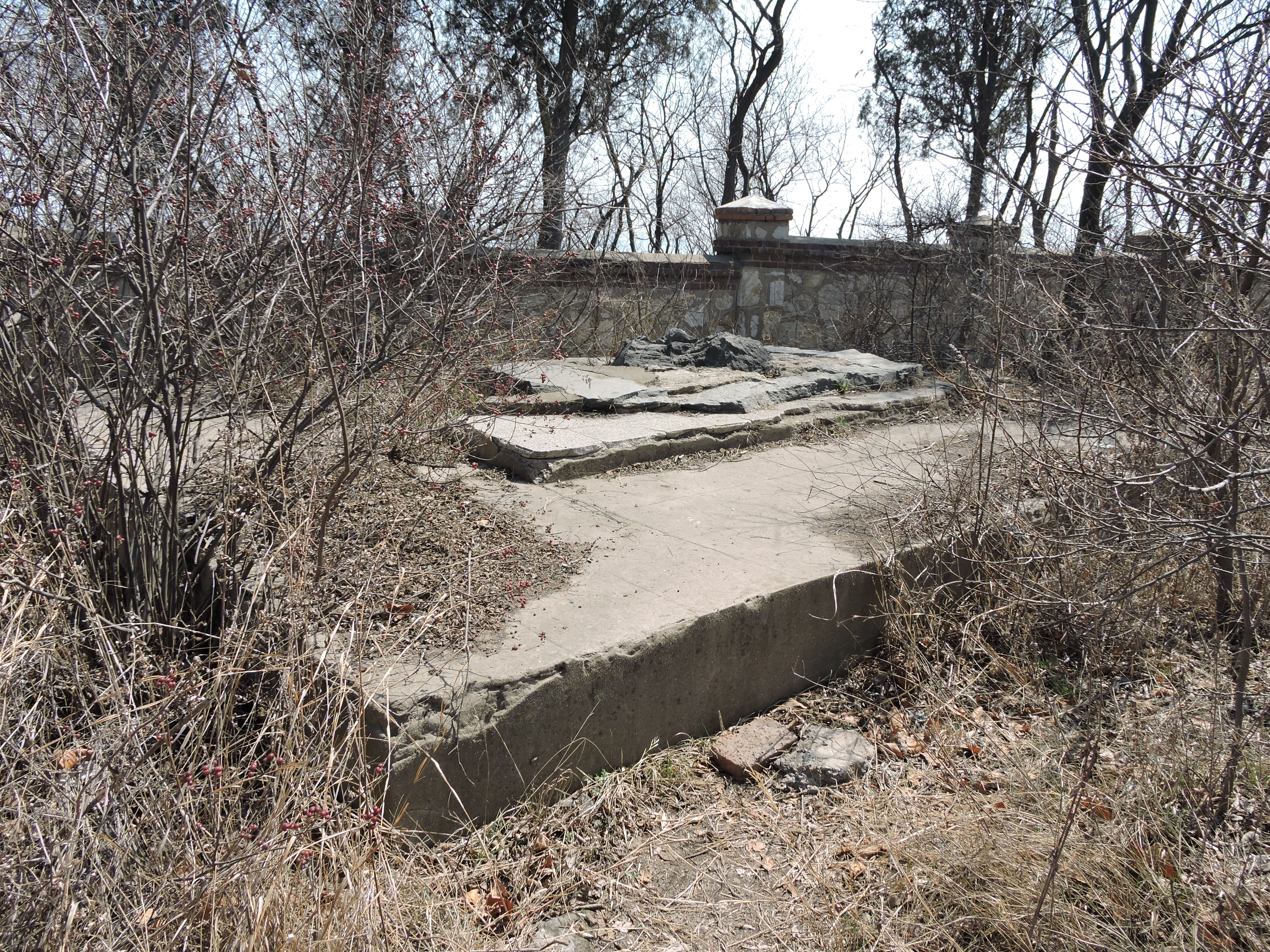
金州南山日俄战争遗址乃木希典“金州城外立斜陽”诗碑遗迹
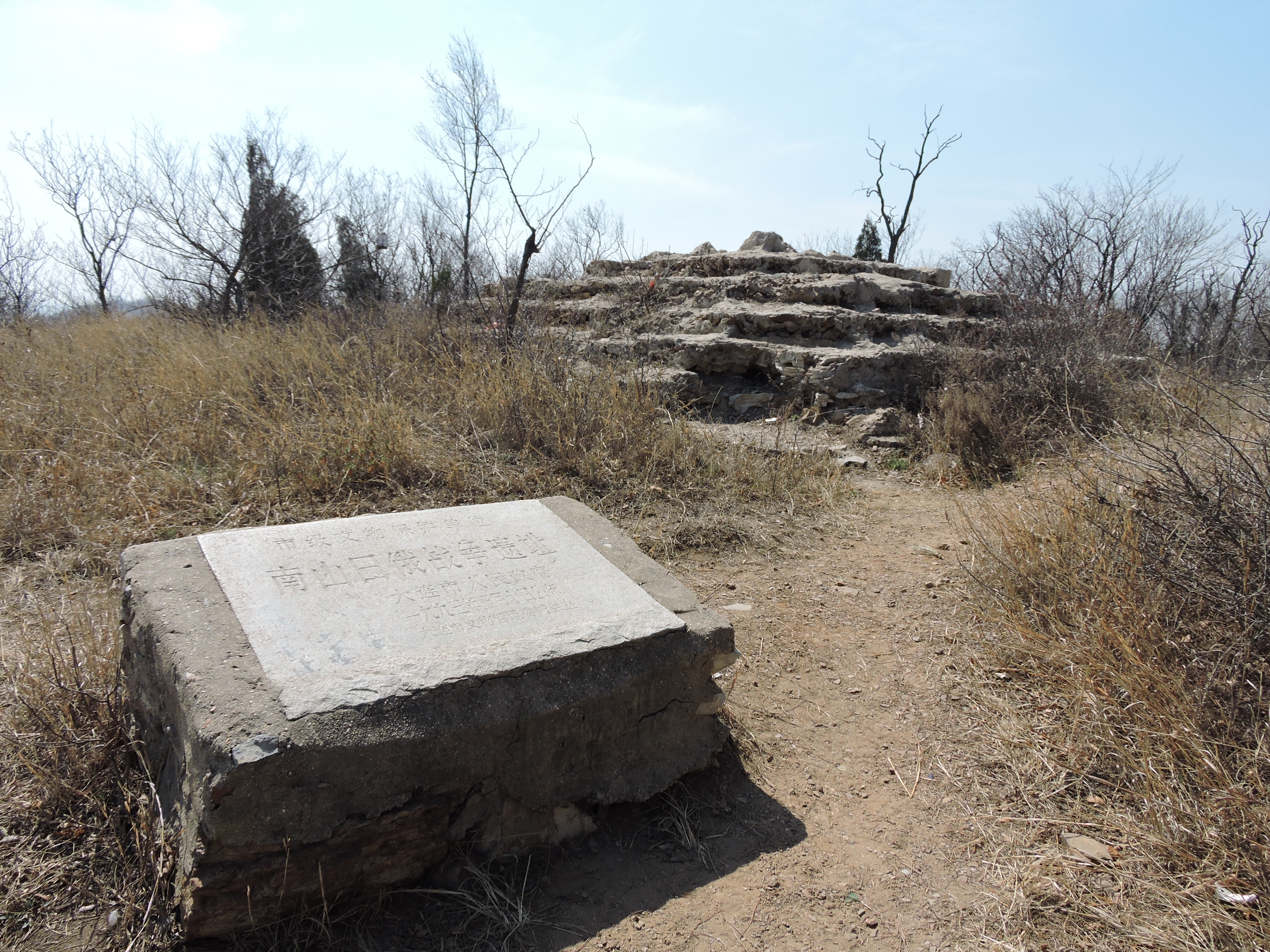
金州南山原“南山战绩碑”遗址
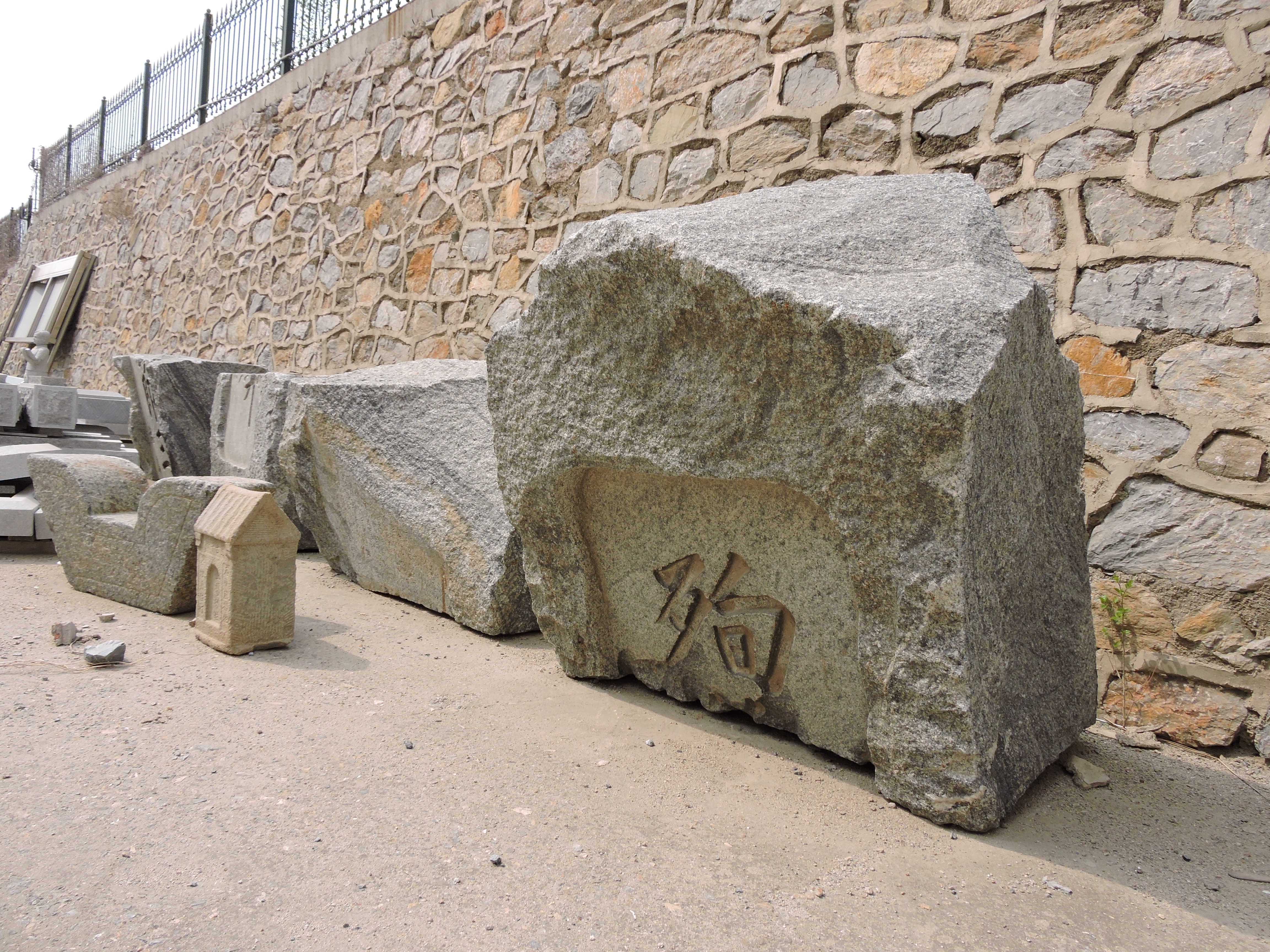
金州博物馆（日语：金州博物館）藏“征清殉難九烈士（日语：征清殉難九烈士）”碑遗迹
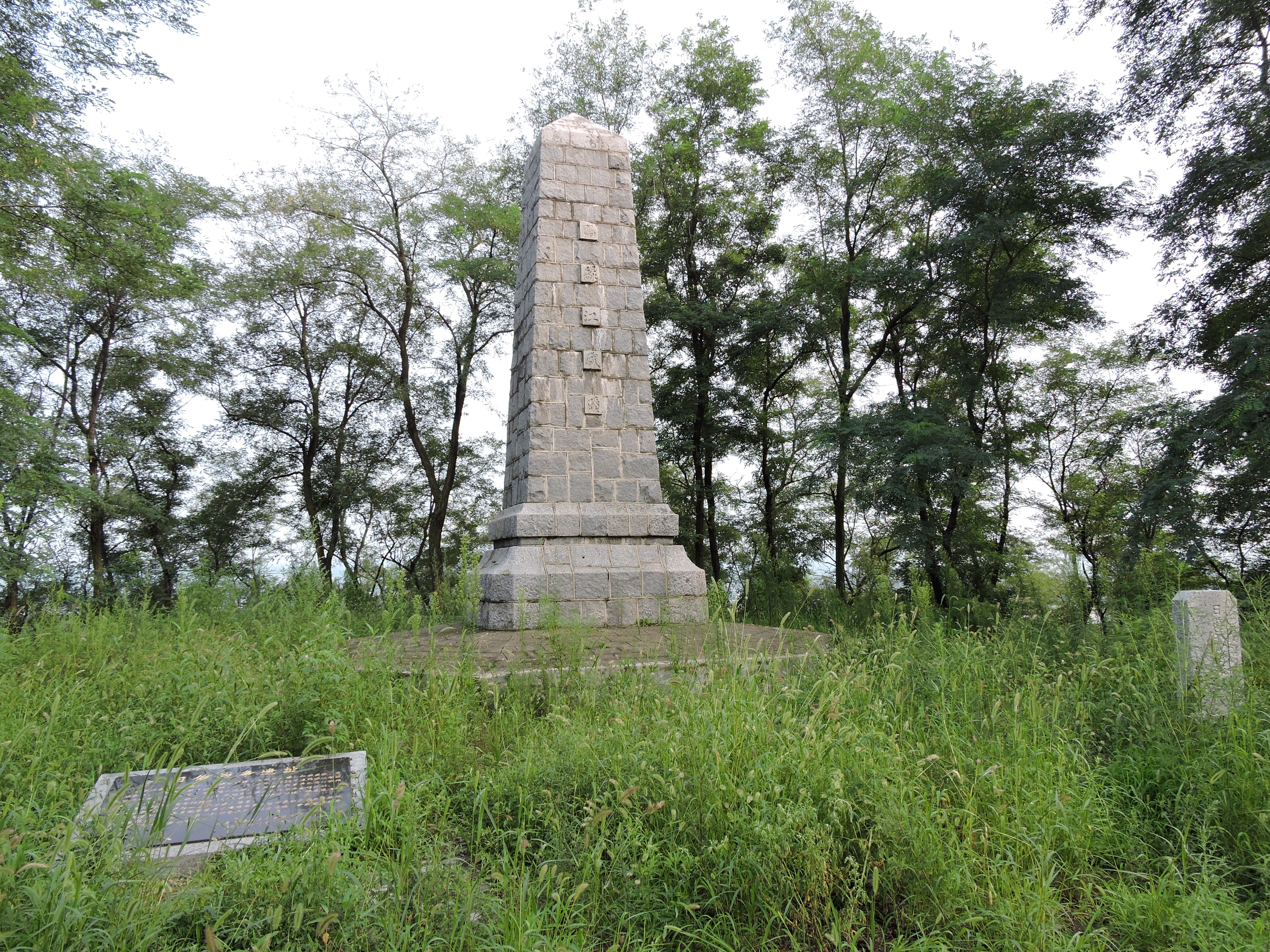
丹东九连城鸭绿江会战“鸭绿江战绩碑”（当地称“日本碑”）
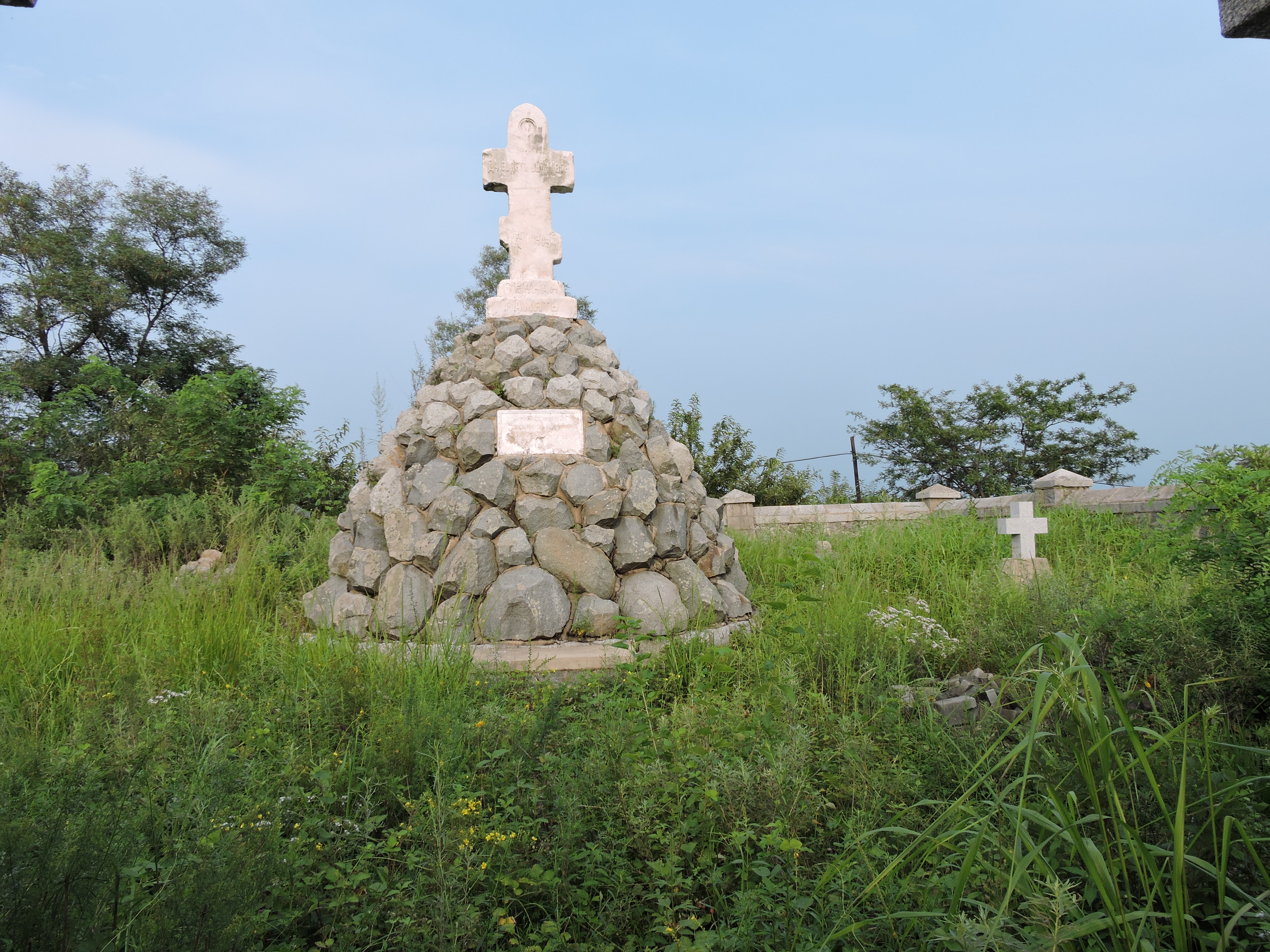
丹东九连城鸭绿江会战俄军墓地（当地称“俄国坟”）

## 軼聞
這場戰爭雖被看做是日本和俄國的戰爭，但當戰爭爆發時蒙特內哥羅公國也作为俄國的盟友向日本宣戰。黑山並未派任何重要部隊参战，只有一批青年志願參加俄國海軍。在戰後签订和平條約時此事被遗忘，雙方並未提到蒙特內哥羅，這表示日本和蒙特內哥羅依舊在戰爭狀態。第一次世界大戰後蒙特內哥羅併入南斯拉夫王國，直到2006年脫離塞爾維亞與蒙特內哥羅，被日本承认並簽署和平協定後才結束了兩國的戰爭狀態繼而建交。這場沒有任何重大傷亡的戰爭持續了101年之久。
日俄戰爭以後，日本民間開始用這個私年號來紀念日俄戰爭日本對俄羅斯的勝利。該年號還在夏目漱石的作品《我是貓》中出現。日本非处方药正露丸原名“征露丸”。
在日后历史上留名的亚历山大·萨姆索诺夫、保羅·馮·倫寧坎普、亞歷山大·高爾察克、曼纳海姆、謝爾蓋·尼古拉耶維奇·季米洛夫、伊万诺夫等人作为俄军指挥人员参与战事。

### 引用
1. ↑  Willmott 2009，第118頁.
2. ↑  Trani, Eugene P. . University of Kentucky Press. 1969  [20 September 2020]. ISBN 9780813111742. （原始内容存档于29 October 2020）.
3. ↑  Krowner, Rottem. . Routledge. 2007: xvi.
4. 1 2  Mitchell, T. J.; Smith, G. M. . London: Her Majesty's Stationery Office. 1931: 6. OCLC 14739880.
5. ↑  靖国神社資料、靖国神社戦争別合祀者数による。日本長期統計総覧によれば死没84,435人（帝国書院 （页面存档备份，存于））、（戦死戦病死は「日清戦争ヨリ満州事変ニ至ル日本外交ノ経済的得失」 （页面存档备份，存于） によれば55,655人
6. 1 2  Steinburg, p. 3.
7. 1 2 3 4  Steinburg, p. 7.
8. ↑  Jukes, Geoffrey The Russo-Japanese War 1904–1905, London: Osprey 2002 page 8.
9. 1 2 3 4  Jukes, Geoffrey The Russo-Japanese War 1904–1905, London: Osprey 2002 page 9
10. ↑  Paine, p. 317
11. ↑  University of Texas: Growth of colonial empires in Asia （页面存档备份，存于）
12. 1 2 3  李怡著，《抗戰畫史》，台北：力行書局，1969年，第9頁
13. ↑  Jukes, Geoffrey The Russo-Japanese War 1904–1905, London: Osprey 2002 page 11
14. ↑  Connaughton, pp. 7–8.
15. ↑  Paine, p. 320.
16. ↑  . www.japanresearch.org.tw. 2007-07-05  [2024-11-28]. （原始内容存档于2024-12-09）.
17. ↑  . www.sohu.com.   [2024-11-28].
18. ↑   (PDF).   [2024-11-28]. （原始内容存档 (PDF)于2022-12-07）.
19. ↑  岡崎久彥著；章澤儀譯，《日本外交史話》，臺北市：玉山社出版。2009年5月初版一刷。頁100。
20. ↑  黃文局. . 上報. 2021-04-20  [2023-10-30]. （原始内容存档于2023-10-31）.
21. ↑  加藤阳子; 章霖(譯). . 浙江人民出版社. 2019-09: 113–114. ISBN 9787213092572 （中文（简体））.
22. ↑  . www.qinghistory.cn.   [2024-11-28].
23. ↑  魯迅《藤野先生》：第二年添教霉菌学，细菌的形状是全用电影来显示的，一段落已完而还没有到下课的时候，便影几片时事的片子，自然都是日本战胜俄国的情形。但偏有中国人夹在里边：给俄国人做侦探，被日本军捕获，要枪毙了，围着看的也是一群中国人；在讲堂里的还有一个我。“万岁！”他们都拍掌欢呼起来。这种欢呼，是每看一片都有的，但在我，这一声却特别听得刺耳。此后回到中国来，我看见那些闲看枪毙犯人的人们，他们也何尝不酒醉似的喝采，——呜呼，无法可想！但在那时那地，我的意见却变化了。
24. ↑  Deutschmann, Moritz. . Routledge. 2015: 158. ISBN 9781317385318.
25. ↑  Banani, Amin. . Stanford University Press. 1961: 9. ISBN 9780804700504.
26. ↑  .   [2016-10-06]. （原始内容存档于2020-11-10）.
27. ↑  Muni, S. D.; Mishra, Rahul. . SAGE Publications India. 2019-03-12  [2021-12-23]. ISBN 978-93-5328-269-1. （原始内容存档于2021-07-03） （英语）.
28. ↑  Sun Yat-sen, "Pan-Asiasnism", translation of a speech delivered in Kobe, Japan on November 28, 1924, in:  Yat-sen Sun; Liang-li Tʻang; Seishirō Itagaki; Jingwei Wang, China and Japan: natural friends – unnatural enemies; a guide for China's foreign policy (Shanghai, China:  China United Press, 1941).  Available on-line at:  Wikisource.org .
29. ↑  Eishiro Ito, "United States of Asia, James Joyce and Japan", in A Companion to James Joyce, Blackwell Publishing 2013, pp.195–6 （页面存档备份，存于）
30. ↑  David Crowley, "Seeing Japan, Imagining Poland: Polish art and the Russo-Japanese war", Faktografia July 4, 2012 （页面存档备份，存于）
31. ↑  Schimmelpenninck van der Oye, p. 84.
32. ↑  Steinburg, p. 6.
33. ↑  .   [2024-04-18]. （原始内容存档于2024-04-18）.

### 书籍
- 阿列克謝·尼古拉耶維奇·庫羅帕特金著/傅文寶，李迎迎，王文倩 譯,"遠東總司令庫羅帕特金回憶錄：俄日戰爭總結",陝西人民出版社，陝西西安市,2017年5月. ISBN 978-7-224-11776-9
- 徐廣寧編譯："1904-1905",洋鏡頭裡的日俄戰爭，福建教育出版社，福州，2009年11月. ISBN 978-7-5334-5235-3
- 平塚柾緒，“日露戰爭”，河出書房新社，東京，日本，2004。
- 酒井直行，“日露戰爭古寫真帖”，新人物往來社;文殊社，東京，日本，2004。
- 力石幸一，“日露戰爭明治人物烈傳”，德間書店，東京，日本，2005。